# Llista d'episodis de Fruits Basket (2001)
Fruits Basket (フルーツバスケット, Furūtsu basuketto) és una sèrie d'anime de 26 episodis de mitja hora cadascun basada en el manga del mateix nom de Natsuki Takaya. Fou animada i produïda per l'Studio Deen i dirigida per Akitaro Daichi.
La sèrie fou emesa per primer cop al Japó el 5 de juliol de 2001 fins al 27 de desembre de 2001 per TV Tokyo i va obtenir un notable èxit d'audiència i popularitat. A Catalunya, fou estrenada el 23 d'agost de 2005 fins al 28 de febrer de 2006 pel canal K3, reemetent-se posteriorment en diverses ocasions. Fou distribuïda a Espanya en format DVD per Jonu Media.
La traducció de la sèrie en català va anar a càrrec de Barbara Pesquer i Jordi Mas mentre que el seu doblatge fou dirigit per Cèsar Andreu. Les cançons d'opening i ending foren interpretades per Meritxell Sota.

## Llista d'episodis
| # | Títol en català                                                                                           | Data d'estrena al Japó | Data d'estrena a Catalunya |
| --- | --- | ---------------------- | -------------------------- |
| 1 | El dia més estrany Dai Ichi Wa (第一話)                                                                   | 5 de juliol de 2001    | 23 d'agost de 2005         |
| La Tohru Honda viu en una tenda. De fet, no ha estat sempre així, però els seus pares han mort i la casa del seu avi de moment es troba en reconstrucció. En el moment en què ho va fer, li va semblar una bona idea, però la Tohru està a punt de descobrir que la seva caseta plena d'alegria al bosc, de fet no és seva perquè ha muntat la tenda en unes terres propietat de la família Sohma. I conèixer aquesta família li canviarà la vida per sempre més! | |                        |                            |
| 2 | La maledicció dels Sohma Dai Ni Wa (第二話)                                                               | 12 de juliol de 2001   | 30 d'agost de 2005         |
| La Tohru només ha passat una nit a casa dels Sohma i ja hi ha topat amb un secret de la família. Resulta que els Sohma fa generacions que són víctimes d'una maledicció: si mai els abraça un membre del sexe oposat... puf! Es converteixen en un animal! Ara que la Tohru ha descobert el secret potser no podrà anar a viure a la casa, fet i fet. O encara pitjor, el cap de la família Sohma potser decidirà esborrar per sempre la memòria de la Tohru! | |                        |                            |
| 3 | De totes les formes i mides Dai San Wa (第三話)                                                           | 19 de juliol de 2001   | 6 de setembre de 2005      |
| El Kyo passa el primer dia a l'escola i no li agrada gens ni mica, però quan mira de fugir-ne de manera molt atrevida provoca una confrontació violenta amb en Yuki i la Tohru no té altre remei que intervenir. Cada acció té les seves conseqüències, i l'acció de la Tohru ha posat en marxa una cadena d'esdeveniments que aviat la portaran a descobrir que en Yuki i en Kyo no són el que sembla! | |                        |                            |
| 4 | La irrupció de la Kagura Dai Yon Wa (第四話)                                                              | 26 de juliol de 2001   | 13 de setembre de 2005     |
| La Tohru es comença adaptar en el seu paper d'ajudant de la família Sohma, però resulta que ara apareix un altre membre de la família del Zodíac, i que potser es quedarà sense casa per treballar-hi! Ha arribat la Kagura, que té un amor fora de mida per en Kyo, i un cop ha arribat no hi ha res prou fort al món que la pugui mantenir allunyada del seu futur marit! La casa d'en Shigure potser no serà mai més la mateixa. | |                        |                            |
| 5 | Què hi fa una bola d'arròs en un cistell de fruita? Dai Go Wa (第五話)                                    | 2 d'agost de 2001      | 20 de setembre de 2005     |
| La Tohru sabia des del primer dia que no es podria quedar per sempre amb la família Sohma però ara la remodelació de casa del seu avi ja s'ha acabat, i ella s'adona que no té ganes de traslladar-s'hi tan aviat. Ara, doncs, haurà de viure en una casa poc acollidora, envoltada de parents polítics de mal caràcter i s'haurà d'adaptar a la vida sense en Yuki, en Shigure i en Kyo. Però resulta que potser ells tampoc podran viure sense ella! | |                        |                            |
| 6 | Amistat invencible Dai Roku Wa (第六話)                                                                   | 9 d'agost de 2001      | 27 de setembre de 2005     |
| La Tohru té dues amigues, la Hana i l'Uo que sempre l'han volgut protegir una mica massa. Per això, quan ella els confia que viu amb la família Sohma, el més normal és que elles ho vulguin comprovar de primera mà! Les noies es queden a dormir amb la Tohru i en Shigure, en Yuki i en Kyo hauran de fer mans i mànigues per vigilar que quan arribin les noies ningú faci cap pas en fals i que no surti a la llum el secret de la família! | |                        |                            |
| 7 | Amb una pruna a l'esquena Dai Nana Wa (第七話)                                                            | 16 d'agost de 2001     | 4 d'octubre de 2005        |
| Ha tornat a arribar el moment del Festival Cultural anual de l'escola, i la paradeta de boles d'arròs de la classe 1-D és un èxit, en gran part gràcies a les coses delicioses que ha cuinat la Tohru. Però el que hauria d'haver estat un dia de festa s'omple de tensió quan arriben dos convidats inesperats, en Momiji i en Hatori Soma. L'Akito els ha enviat a l'escola a comprovar què fan en Yuki i els altres. Però la qüestió és: per què ho ha fet? | |                        |                            |
| 8 | No ploris, que la neu es desfà Dai Hachi Wa (第八話)                                                      | 23 d'agost de 2001     | 11 d'octubre de 2005       |
| En Hatori li demana a la Tohru -o més aviat li exigeix- que faci una visita secret a les propietats dels Sohma. Però quan hi arriba, troba l'ampla escampada d'edificis pràcticament deserta. No hi ha ni en Momiji, que amb les seves bromes sempre ajuda la Tohru a no posar-se tan nerviosa. Gràcies a l'avís que li ha fet en Yuki, la Tohru té la sospita que els "assumptes importants" que en Hatori vol discutir tenen a veure amb el fet d'esborrar la memòria de la Tohru. | |                        |                            |
| 9 | Un Any Nou solitari Dai Hachi Wa (第九話)                                                                 | 30 d'agost de 2001     | 18 d'octubre de 2005       |
| El mes de desembre està a punt d'acabar-se i la Tohru i els nois de cal Sohma es comencen a preparar per rebre l'any nou. La Tohru pensa fer un gran sopar per celebrar les festes, però mentre el prepara s'adona que potser en tindrà prou amb una taula per a ella sola. En Yuki, en Kyo i en Shigure hauran de tornar a casa de la família Sohma perquè s'hi celebra una festa exclusiva del Zodíac, i això vol dir que la Tohru potser haurà de passar el cap d'any sola. | |                        |                            |
| 10 | Una cursa de fons en blanc i negre Dai Juu Wa (第十話)                                                    | 6 de setembre de 2001  | 25 d'octubre de 2005       |
| Les vacances d'hivern s'han acabat, i a l'escola ha començat un nou trimestre. Això només pot voler dir una cosa: que ha arribat el moment de la carrera de resistència! La Tohru, en Yuki i en Kyo es preparen per la prova anual on quedarà clara la seva condició física, però quan la pistola dona el tret de sortida es troben que potser no hauran de competir contra el cronòmetre, només. En Yuki té un refredat de primera i en Kyo té un parent que porta molts problemes: en Haru "el negre" ha fet la seva entrada en escena. | |                        |                            |
| 11 | El dia de Sant Valentí, per tu Dai Juu Ichi Wa (第十一話)                                                 | 13 de setembre de 2001 | 8 de novembre de 2005      |
| Ha arribat el dia de Sant Valentí, un dia perillós per als nois de can Sohma ja que les noies de tota l'escola no els deixen ni respirar per donar-los regals. Fins i tot la Tohru ha rebut uns bombons perquè els faci arribat a en Yuki, en Kyo, en Shigure, en Momiji, en Hatori i en Hatsuharu. Però la Tohru descobreix molt aviat que aquells bombonets poden provocar molt maldecaps, sobretot quan sent què li oferirà a canvi en Momiji. | |                        |                            |
| 12 | Xocolata blanca per les noies! Dai Juu Ni Banashi (第十ニ話)                                              | 20 de setembre de 2001 | 22 de novembre de 2005     |
| En Momiji ofereix a la Tohru un regal increïble per celebrar el "Dia Blanc". Es tracta d'un viatge a un balneari amb totes les despeses pagades. En Yuki i en Kyo els acompanyen en un autobús privat que els condueix fins a unes luxoses instal·lacions que també són propietat de la família Sohma. Quan arriben, la Tohru coneix una dona que li farà de guia durant la seva estada. Quan aprèn que aquella dona força estranya també és membre de la família Sohma, la Tohru no pot evitar pensar si també es tractarà d'un altre membre del Zodíac.                                                                                                   | |                        |                            |
| 13 | Comença un nou curs Dai Juu San Wa (第十三話)                                                             | 27 de setembre de 2001 | 29 de novembre de 2005     |
| Ha arribat el primer dia del nou curs escolar i la Tohru està tota emocionada perquè a l'institut hi arriben dos membres més de la família Sohma, en Momiji i en Hatsuharu. Als passadissos s'hi crea un cert problema quan el President del Consell d'Estudiants descobreix que en Momiji porta un uniforme de noia, i les coses encara s'emboliquen més quan apareix en Haru, "el negre". Però els problemes de debò vénen quan la Tohru topa amb una visita inesperada al vestíbul. L'Akito ha aparegut a l'institut! | |                        |                            |
| 14 | Un episodi d'adults - En Yuki enfurismat per una serp Dai Juu Yon Wa (第十四話)                           | 4 d'octubre de 2001    | 6 de desembre de 2005      |
| Mentre s'ocupa del jardí amb en Yuki, la Tohru té una trobada força anguniosa: ha conegut un altre membre del Zodíac, l'Ayame Sohma, la serp. Però la sorpresa de debò arriba quan la Tohru descobreix que l'Ayame és el germà gran d'en Yuki! L'Ayame ha fet una visita especial a casa d'en Shigure per mirar de llimar les diferències que el separen d'en Yuki. Però si vol sortir-se'n, potser caldrà que la Tohru li doni un cop de mà. | |                        |                            |
| 15 | No hi ha cap record que vulgui oblidar Dai Juu Go Wa (第十五話)                                           | 11 d'octubre de 2001   | 13 de desembre de 2005     |
| La Tohru i els seus amics volen fer una visita a la tomba de la Kyoko pel primer aniversari de la seva mort. Mentre tots recorden com n'era de meravellosa, la mare de la Tohru, hi ha molts somriures i riallades, i la Hana i en Yuki troben increïble que només un any després de la tragèdia, la Tohru sembli tan feliç. Però darrere del somriure de la Tohru s'hi amaga una realitat que ni els seus amics més íntims coneixen. La lluita de la Tohru per intentar assimilar la pèrdua de la seva mare no s'ha acabat ni de bon tros. Gràcies a una trobada per casualitat amb en Momiji, la Tohru s'adonarà que tots els seus esforços no són en va. | |                        |                            |
| 16 | Si estem els tres junts no tindrem res a témer Dai Juu Roku Wa (第十六話)                                 | 18 d'octubre de 2001   | 20 de desembre de 2005     |
| En Shigure ha demanat a la Tohru, en Yuki, en Kio i en Hatori que facin un viatge fins a una casa que la família Sohma té a la vora d'un llac. Però el que haurien de ser unes vacances tranquil·les es tornen força tempestuoses quan la Tohru descobreix que hi ha alguna cosa que preocupa en Yuki i en Kyo. I l'humor dels dos nois empitjora quan apareix un visitant que ningú havia convidat: l'Ayame. | |                        |                            |
| 17 | M'he tornat forta perquè m'han estimat Dai Juu Nana Wa (第十七話)                                         | 25 d'octubre de 2001   | 27 de desembre de 2005     |
| La Setmana Daurada arriba a la seva fi, i la Tohru coneix un membre més del Zodíac, la Kisa, el Tigre. Però encara que és molt bufona, la Kisa sembla que té problemes força seriosos. Resulta que s'ha escapat de casa, i que s'ha quedat muda! Però la Tohru té una manera molt especial i molt tendra d'estimar, i potser així sí que la Kisa recuperarà la veu. | |                        |                            |
| 18 | El codi més estricte - La germana i el germà de les ones elèctriques maleïdes Dai Juu Hachi Wa (第十八話) | 1 de novembre de 2003  | 3 de gener de 2006         |
| El club de fans d'en Yuki té tota la intenció d'acaparar-lo completament, i per això els seus membres han preparat un pla que es diu: "Operació destrucció de la Tohru Honda". Però com que no poden acostar-se a la Tohru mentre la Hana sigui a prop d'ella, la Minani i les altres noies van a casa de la Hana amb la intenció de descobrir-hi els secrets de les ones elèctriques que aquesta noia fa servir. Però resulta que no comptaven amb una cosa: amb en Megumi, el germà de la Hana, que llança tota mena de malediccions. | |                        |                            |
| 19 | Un motiu d'alegria pot anar-se'n a l'aigua per un refredat Dai Juu Kyuu Wa (第十九話)                     | 8 de novembre de 2003  | 10 de gener de 2006        |
| Els exàmens de primavera ja s'han acabat, però en comptes de poder respirar tranquil·la d'una vegada, la Tohru descobreix que el pitjor dels malsons possibles s'ha fet realitat: ha suspès un dels exàmens! Ara la Tohru només té una oportunitat més per recuperar el suspens i li queden molt pocs dies per estudiar per al segon examen. Però les coses encara empitjoren perquè resulta que ha enxampat un refredat com una casa! | |                        |                            |
| 20 | La vida secreta d'Ayame Dai Ni Juu Wa (第二十話)                                                          | 15 de novembre de 2001 | 17 de gener de 2006        |
| En Yuki ha decidit que vol mirar de comprendre millor el seu estrany germà gran, i per això ell i la Tohru van a fer una visita a la botiga de roba de l'Ayame. L'Ayame està contentíssim que el seu germà l'hagi vingut a veure. I l'assistent de l'Ayame, la Mine Kurame també està contentíssima de veure la Tohru perquè això vol dir que ha trobat una nova víctima per vestir-la amb..... "la cosa"! | |                        |                            |
| 21 | El busca-raons és un futur príncep blau! Dai Ni Juu Ichi Wa (第ニ十一話)                                  | 22 de novembre de 2001 | 24 de gener de 2006        |
| La Tohru i la Kisa s'han fet molt amigues, i passen moltes estones juntes. Elles estan molt contentes però n'hi ha d'altres que no n'estan tant, de contents. La Tohru se n'assabenta a les males al carrer quan coneix un nou membre del Zodíac... que li roba la bossa! Es tracta del jove Hiro Sohma, que no està disposat a permetre que la Tohru acapari l'atenció de la Kisa. | |                        |                            |
| 22 | El club del príncep Yuki Dai Ni Juu Ni Banashi (第ニ十ニ話)                                               | 29 de novembre de 2001 | 31 de gener de 2006        |
| La Motoko Minagawa, Presidenta del Club de Fans d'en Yuki, té un problema enorme: quan en Yuki comenci a exercir aquest curs de President del Consell d'Estudiants, hi haurà una noia que compartirà les responsabilitats amb ell! Ara la Motoko està disposada a arribar a on calgui per descobrir el nom d'aquesta noia i per posar fi a les seves malvades estratègies per temptar en Yuki. Ho aturarà costi el que costi! | |                        |                            |
| 23 | El seu fill és la Ritsu? Dai Ni Juu San Wa (第ニ十三話)                                                   | 6 de desembre de 2001  | 7 de febrer de 2006        |
| A casa d'en Shigure hi arriba una altra visita inesperada. En Ritsu Sohma, la mona del Zodíac ha decidit que hi traurà el nas. I val a dir que malgrat que la primera impressió que en treu la Tohru és força estranya, finalment arriba a la conclusió que la Ritsu és una noia molt dolça. Però la Tohru no s'adona que s'equivoca de mig a mig. | |                        |                            |
| 24 | La maledicció del gat Dai Ni Juu Yon Wa (第ニ十四話)                                                      | 13 de desembre de 2001 | 14 de febrer de 2006       |
| Ja ha passat un any d'ençà que la Tohru va començar a viure amb la família Sohma i durant aquest temps ha fet una amistat molt forta amb en Yuki, en Kyo i amb els altres membres del Zodíac. Però la casa dels Sohma és plena de secrets, i la Tohru està a punt de descobrir que encara hi ha moltes coses que desconeix. Ara ha arribat el moment que la Tohru s'enfronti al secret més fosc de la família Sohma i que sàpiga la veritat de la maledicció del gat. | |                        |                            |
| 25 | Com ets, realment Dai Ni Juu Go Wa (第ニ十五話)                                                           | 20 de desembre de 2001 | 21 de febrer de 2006       |
| Sense el seu braçalet, en Kyo pateix una transformació horripilant, que el converteix en una criatura fosca i deforme, la veritable naturalesa del gat del Zodíac. La Tohru és testimoni d'aquest canvi i ara té l'obligació d'enfrontar-se al mateix nucli de la maledicció de la família Sohma. Ella representa l'única esperança de la família: si ella falla, es pot arribar a perdre tot. | |                        |                            |
| 26 | Tornem a casa Saishuu Kai (最終回)                                                                        | 27 de desembre de 2001 | 28 de febrer de 2006       |
| La Tohru es troba cara a cara amb la forma autèntica i monstruosa d'en Kyo. Ara ella ha de fer el que ningú ha fet mai, ni la mateixa mare d'en Kyo: ha d'acceptar el noi tal com és. Si la Tohru no troba a dintre seu prou fortalesa per vèncer les seves pors, la seva vida en companyia de la família Sohma pot acabar-se de la més brusca de les maneres. | |                        |                            |